# UFL (відеогра)
UFL (Ultimate Football League) — це майбутня безкоштовна відеогра у жанрі футбольний симулятор, що створюється компанією Strikerz Inc.
Розробники співпрацюють з FIFPRO — міжнародна федерація асоціацій  професійних футболістів, яка представляє 65 тисяч футбольних гравців, а також InStat — компанія, що займається спортивною статистикою та аналітикою, та надаватиме дані для статистичних показників гравців.
Заявлено, що гра буде доступною  для PlayStation 4, PlayStation 5, Xbox One та Xbox Series X/S. У офіційному аккаунті в X пізніше оголошено, що також розглядається і версія для ПК.

## Ігровий процес
Повідомляється, що у гру можна буде грати як онлайн, так і офлайн режими.

## Ліцензії
UFL має партнерські угоди з  футбольними клубами Шахтар, Монако, Баєр 04, Борусія Менхенгладбах, Бешикташ, Вест Гем Юнайтед, ПСВ, Селтік та Рейнджерс, а також відомими гравцями Кріштіану Роналду, Олександром Зінченко, Ромелу Лукаку, Кевіном Де Брюйне та Роберто Фірміно.

## Розробка
Розробка UFL розпочалася ще у 2016 році, проте  всесвітній анонс проєкту відбувся на виставці  відеоігор Gamescom лише 25 серпня 2021 року.  Створення футбольного симулятору відбувається на рушії Unreal Engine.
Спочатку виход гри планувався на 2022 рік, проте пізніше керівник студії Євген Нашилов повідомив, що UFL  побачить світ лише у 2023 році, а в офіційному аккаунті в Twitter додатково уточнили, що це буде 3 або 4 квартал року.
З 7 по 9 червня 2024 року пройшов перший відкритий бета-тест гри UFL на PlayStation 5 та Xbox Series X|S.